# Коллинз (лунный кратер)
Кратер Коллинз (лат. Collins) — маленький ударный кратер, расположенный в южной части Моря Спокойствия на видимой стороне Луны. Название дано в честь американского астронавта Майкла Коллинза (1930-2021)  и утверждено Международным астрономическим союзом в 1970 г.

## Описание кратера

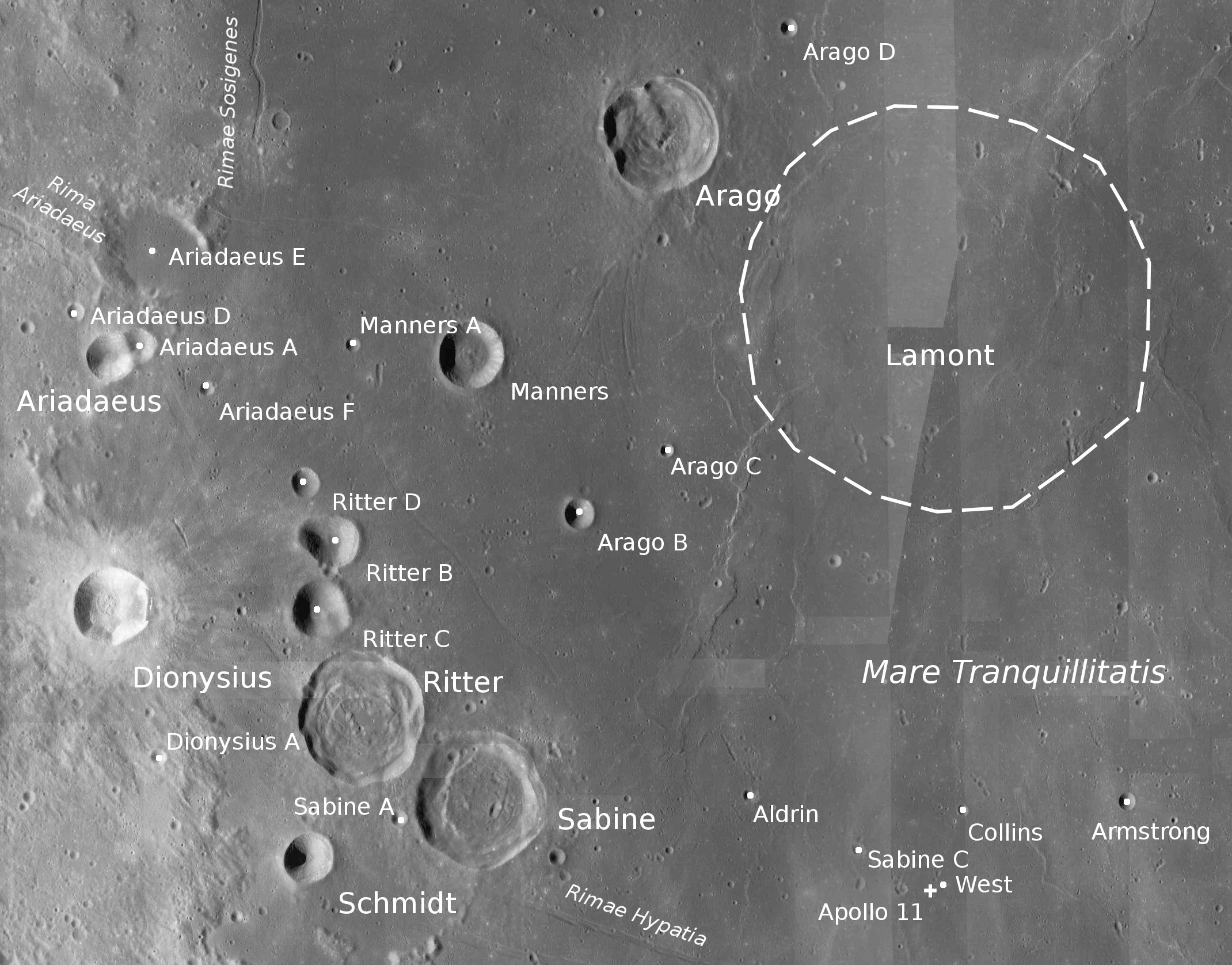
Окрестности кратера Коллинз. Снимок зонда Lunar Reconnaissance Orbiter.

Ближайшими соседями кратера являются кратер Олдрин на западе; кратер Ламонт на севере; кратер Армстронг на востоке и кратер Мольтке на юге. На юге от кратера Коллинз располагаются борозды Ипатии, на юго-востоке находится Залив Суровости. Селенографические координаты центра кратера — 1°18′ с. ш. 23°43′ в. д. / 1,3° с. ш. 23,71° в. д., диаметр — 2,6 км, глубина — 362 м.
Кратер имеет циркулярную чашеобразную форму. Высота вала над окружающей местностью составляет 70 м, объем кратера — приблизительно 0,3 км3.
По морфологическим признакам кратер относится к типу ALC (по наименованию типичного представителя этого типа — кратера Аль-Баттани C).
До получения собственного наименования в 1970 г. кратер имел обозначение Сабин D (в системе обозначений так называемых сателлитных кратеров, расположенных в окрестностях кратера, имеющего собственное наименование).

## Сателлитные кратеры
Отсутствуют.

## Места посадок космических аппаратов
- 20 февраля 1965 г. в 09:57:37 UTС, приблизительно в 60 км к северу-северо-востоку от кратера, в точке с координатами 2°43′ с. ш. 24°49′ в. д. / 2,71° с. ш. 24,81° в. д.G, произошло столкновение с поверхностью Луны межпланетной станции Рейнджер-8.
- 11 сентября 1967 г. в 00:46:44 UTC, приблизительно в 15 км на западе-северо-западе от кратера, в точке с координатами 1°25′ с. ш. 23°11′ в. д. / 1,41° с. ш. 23,18° в. д.G, совершила посадку межпланетная станция Сервейер-5.
- 24 июля 1969 г. в 16:50:35 UTC, приблизительно в 20 км на юге-юго-западе от кратера, в точке с координатами 0°41′17″ с. ш. 23°25′59″ в. д. / 0,688° с. ш. 23,433° в. д.G, совершил посадку лунный модуль Аполлона-11.